# Завитухин, Андрей Анатольевич
Андрей Анатольевич Завитухин (22 июня 1962 — 31 января 2000) — военный пилот вертолёта, майор, Герой Российской Федерации.

## Биография
Родился в 1962 году в деревне Сосновка Череповецкого района Вологодской области. В период с 1969 по 1974 годы учился в Коротовской средней школе, с 1974 по 1978 годы — в  средней школе № 13 города Вологды. Занимался в вологодском авиаспортклубе ДОСААФ, где прошел первоначальный курс обучения летчика-спортсмена и «налетал» на самолете Як-52 51 час 22 минуты. В 1981 году Андрей окончил Вологодский техникум железнодорожного транспорта. Работал на железнодорожной станции города Юрьев во Владимирской области.
В 1987 году окончил Саратовское высшее военное авиационное училище лётчиков. нес службу в Московском, Туркестанском, Ленинградском военных округах и в Группе советских войск в Германии. За время службы зарекомендовал себя мужественным, грамотным специалистом. В совершенстве владел бортовым оружием. 
С 26 сентября 1999 года Андрей Завитухин принимает участие в боевых действий на территории Чеченской республики. На вертолёте Ми-24 экипаж Андрея Завитухина совершил 214 боевых вылетов (69 часов налёта), в ходе которых уничтожил 1 БТР, 4 опорных пункта, 26 огневых точек, 5 миномётных расчётов, 130 единиц живой силы противника. Кавалер ордена Мужества. 
31 января 2000 года, в районе населённого пункта Хорсеной, вертолёт Ми-24 с экипажем в составе майора А. А. Завитухина и капитана А. Ю. Кириллина был сбит во время выполнения задания по прикрытию вертолёта Ми-8 поисково-спасательной службы, занимавшегося поиском и эвакуацией группы разведчиков. Оба члена экипажа погибли. Похоронен на Пошехонском кладбище в Вологде (участок почетных захоронений).
Указом Президента РФ № 1285 от 11.07.2000 г. за мужество и героизм, проявленные при исполнении воинского долга в Северо-Кавказском регионе, майору А. А. Завитухину и капитану А. Ю. Кириллину присвоено звание Героев России (посмертно).
«Золотую Звезду» Героя России из рук командующего получил сын майора А. А. Завитухина — Никита. Имена павших героев навечно занесены в список личного состава эскадрильи.

## Память

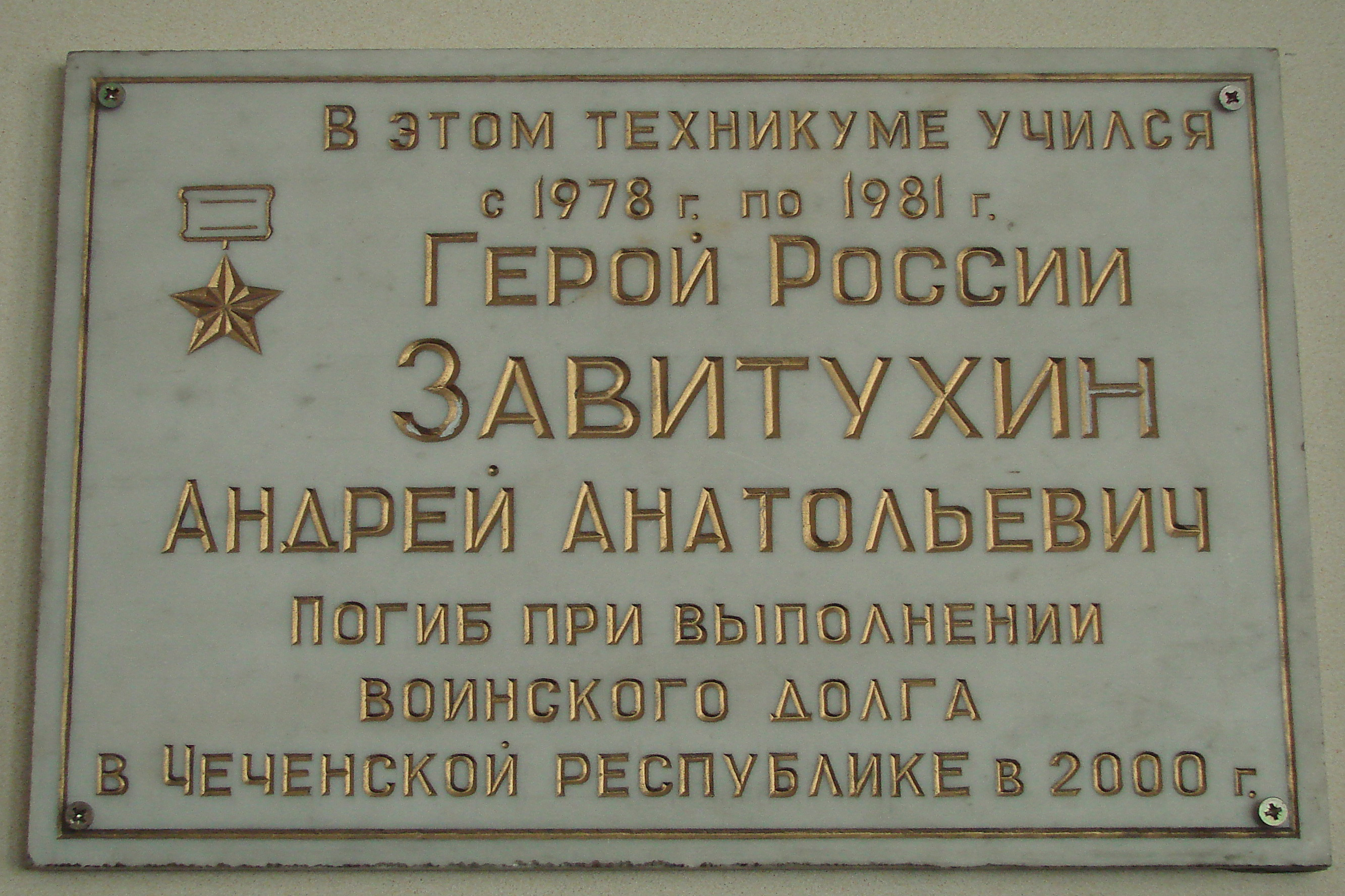
Мемориальная доска в ВТЖТ

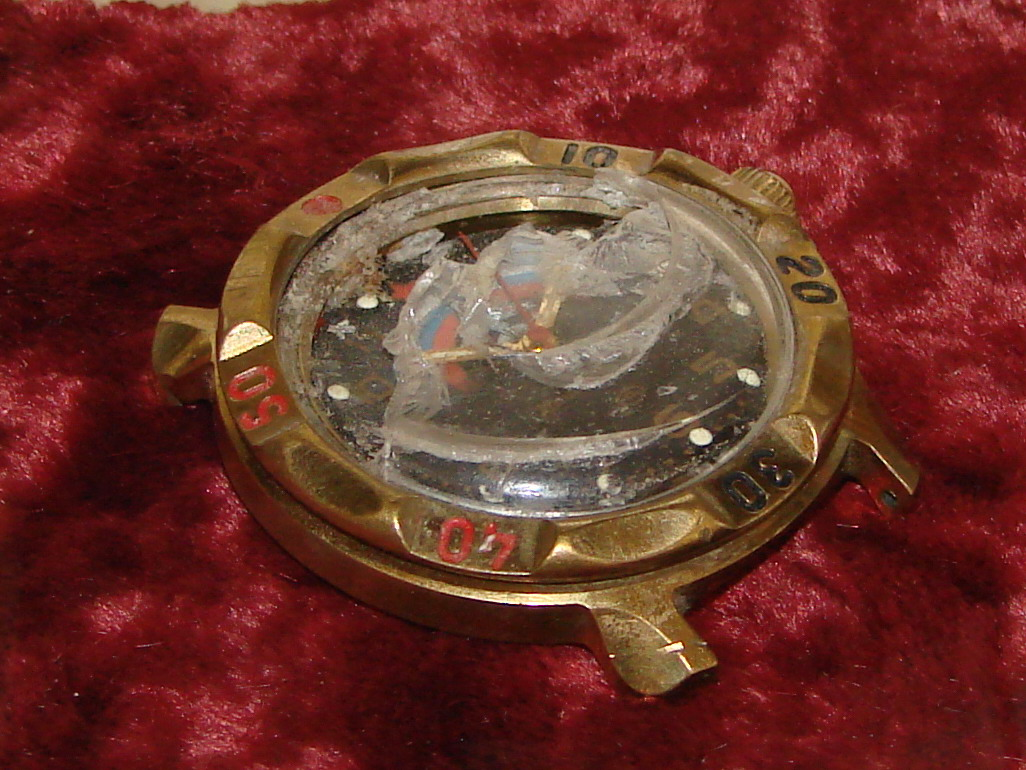
Часы Андрея Завитухина, привезённые с места его гибели

- Именем Андрея Завитухина названа средняя школа № 3 в поселке Алакуртти Мурманской области. Там же, на территории воинской части, установлен памятник героическому экипажу.
- С 2012 года имя Героя России Андрея Завитухина присвоено школе № 13 города Вологды. В школе с 2010 года работает музей, рассказывающий о Герое, на здании школы установлена мемориальная доска.
- Мемориальная доска в актовом зале Вологодского техникума железнодорожного транспорта.
- Имя майора А.А.Завитухина выбито на мраморной плите Мемориала в городе Самара.

В 2016 году в деревне Агалатово установлен памятник Ми-24 с бортовым номером 08 красный в память о героях РФ, Кириллина и Завитухина.